# Bombenanschlag in Oklahoma City: Ein Tag in Amerika
Bombenanschlag in Oklahoma City: Ein Tag in Amerika ist eine dreiteilige Miniserie aus dem Jahr 2025, die für National Geographic Channel produziert wurde.

## Handlung
Die Miniserie behandelt  den Bombenanschlag vom 19. April 1995 auf das neunstöckige Alfred P. Murrah Federal Building in Oklahoma City und die Fahndung nach dem bzw. den Attentätern.

## Episodenliste
| Nr. (ges.) | Nr. (St.) | Deutscher Titel | Originaltitel | Erstausstrahlung USA | Deutschsprachige Erstausstrahlung (D) |
| --- | --------- | --------------- | ------------- | -------------------- | ------------------------------------- |
| 1 | 1         | Explosion       | Explosion     | 16. Apr. 2025        | 16. Apr. 2025                         |
| Während einer Pressekonferenz im Weißen Haus zum Thema Terrorgefahr bekommt Präsident Bill Clinton ins Ohr gesagt, dass Amerika angegriffen wurde. „Ich wollte schreien, aber schreien steht dir nicht zu“, sagt er rückblickend im Einzelinterview in die Kamera. Betroffene und Zeitzeugen schildern, wie sie die Explosion erlebten. Etwa 1 1/2 Stunden nach der Explosion entdeckten Rettungskräfte einen vermeintlichen zweiten Sprengsatz und die Polizei evakuierte das Gebiet weiträumig, einige Rettungskräfte wollten dennoch weitermachen und mussten regelrecht weggezerrt werden. |           |                 |               |                      |                                       |
| 2 | 2         | Fahndung        | Manhunt       | 16. Apr. 2025        | 16. Apr. 2025                         |
| Wenige Stunden nach der Explosion wird Timothy McVeigh auf der Interstate 35 wegen eines fehlenden Nummernschildes und des Besitzes einer in Oklahoma nicht zugelassenen Schusswaffe festgenommen. In Oklahoma City gehen die ersten Hinweise zum Täter ein und deuten auf einen hellen Pick-Up mit zwei Männern aus dem Mittleren Osten hin. Die vermeintliche zweite Bombe stellt sich als harmlos heraus und die Rettungskräfte können weiterarbeiten. Eine weggesprengte Hinterachse wird einige Meter vom Tatort entfernt entdeckt und als erster Beweis gesichert. Anhand der Fahrzeugnummer kann der Eigentümer ermittelt werden: eine Vermietungsfirma in Junction City (Kansas), in der sich ein Mitarbeiter an den Mieter des LKW erinnert: es war ein weißer Mann, glatt rasiert, mit kurz geschorenen Haaren und in Armeekleidung. Eine Motelmitarbeiterin erkennt das Phantombild und nennt den Namen Tim McVeigh, aus dessen Hotelzimmer ein Bob Kling in einem Chinarestaurant Essen bestellt hatte. Das FBI findet in ihrer Datenbank einen McVeigh, der vor Kurzem in Perry (Oklahoma) verhaftet wurde. |           |                 |               |                      |                                       |
| 3 | 3         | Gerechtigkeit   | Justice       | 23. Apr. 2025        | 23. Apr. 2025                         |
| (noch nicht ausgestrahlt) |           |                 |               |                      |                                       |

## Synchronisation und Besetzung
Die deutschsprachige Fassung wurde von Lyuno Germany GmbH, die Produktionsleitung von Christiana Oswald, die Aufnahmeleitung von Jan Pickert, die Dialogregie von Antonia Haacke sowie die Rohübersetzung und das Dialogbuch Martina Kink erstellt.
| Besetzung                                | Synchronsprecher         |
| ---------------------------------------- | ------------------------ |
| Melissa Webster, Rettungssanitäterin     | Manuela Bauer            |
| Robin Marsh, Reporterin                  | Angela Wiederhut         |
| Mark Michalic, ATF-Agent                 | Hubertus von Lerchenfeld |
| Amy Downs                                | Melanie Manstein         |
| Mike Shannon, Bezirks-Feuerwehrhauptmann | Mike Carl                |
| Bob Ricks, leitender FBI-Special-Agent   | Gerd Meyer               |
| Edye Raines                              | Stephanie Kellner        |
| Payne                                    | Stephanie Kellner        |
| Colleen                                  | Stephanie Kellner        |
| Burgees                                  | Shirin Lotze             |
| Reed                                     | Shirin Lotze             |
| Fran Ferrari                             | Melanie Manstein         |
| Gary                                     | Julian Manuel            |
| Alan                                     | Julian Manuel            |
| Larry                                    | Maximilian Belle         |
| Luke Franey, ATF-Agent                   | René Oltmanns            |
| Downs                                    | Melanie Manstein         |
| Walter Lamar, FBI-Agent                  | Andreas Borcherding      |
| Mark Michalic, ATF-Agent                 | Hubertus von Lerchenfeld |
| Frank Keating                            | René Oltmanns            |
| Charlie Hanger, Ohlahoma-State-Trooper   | Mike Carl                |
| Reed                                     | Shirin Lotze             |
| Bill Clinton                             | Dieter Memel             |
| McCurley                                 | Stephanie Kellner        |
| David Koresh                             | Maximilian Belle         |

## Hintergrund
Der ersten beiden Folgen erschienen am 16. April 2025 und somit kurz vor dem 30. Jahrestag des Bombenanschlages.